# Pilosella
Pilosella es un género de fanerógamas perteneciente a la familia de las asteráceas.  Comprende  765 especies descritas y de estas, solo 152  aceptadas.

## Taxonomía
El género fue descrito por John Hill (botánico) y publicado en The British Herbal 441. 1756.

## Algunas especies
A continuación se brinda un listado de las especies del género Pilosella aceptadas hasta julio de 2012, ordenadas alfabéticamente. Para cada una se indica el nombre binomial seguido del autor, abreviado según las convenciones y usos.
- Pilosella acutifolia (Vill.) Arv.-Touv.
- Pilosella aequimontis (Gottschl. - Meierott)
- Pilosella aletschensis (Zahn) Soják
- Pilosella alpicola (Steud. - Hochst.) F.W.Schultz - Sch.Bip.
- Pilosella amaurocephala (Peter) Soják
- Pilosella anchusoides Arv.-Touv.